# Stamnodes gibbicostata
Stamnodes gibbicostata är en fjärilsart som beskrevs av Walker 1862. Stamnodes gibbicostata ingår i släktet Stamnodes och familjen mätare. Inga underarter finns listade i Catalogue of Life.